# مانويل فرنانديز (لاعب كرة قدم إسباني)
مانويل فرنانديز (بالإسبانية: Manuel Fernández Mora)‏ (10 أكتوبر 1932 في إسبانيا - 2017) هو لاعب كرة قدم إسباني في مركز الهجوم. لعب مع راسينغ سانتاندير وريال بيتيس.

## وصلات خارجية
- مانويل فرنانديز على موقع قاعدة بيانات كرة القدم.إي يو (الإنجليزية)